# Višnjićevo
Višnjićevo  (srp.: Вишњићево) je naselje u općini Šid u Srijemskom okrugu u Vojvodini.
Između dva svjetska rata je selo Grk, u kome je živio i umro srpski guslar i pjesnik Filip Višnjić dobilo ime Višnjićevo.

## Stanovništvo
U naselju Višnjićevo živi 1.899 stanovnika, od toga 1.411 punoljetnih stanovnika, a prosječna starost stanovništva iznosi 39,0 godina (37,7 kod muškaraca i 40,3 kod žena). U naselju ima 635 domaćinstava, a prosječan broj članova po domaćinstvu je 2,99.
Prije agresije na Hrvatsku u Višnjićevu je živio veći broj Hrvata, ali njhovim ubojstvima  i zastrašivanjima oni su napustili selo.
| Etnički sastav |            |        |
| Narod          | Stanovnika | %      |
| Srbi           | 1.744      | 93,41% |
| Slovaci        | 52         | 2,73%  |
| Jugoslaveni    | 21         | 1,10%  |
| Hrvati         | 8          | 0,42%  |
| Rusi           | 2          | 0,10%  |
| ostali         | 4          | 0,20%  |
| nepoznato      | 3          | 0,15%  |

| broj stanovnika | 1971  | 2111  | 2169  | 2318  | 2030  | 1963  | 1899  |
|                 | 1948. | 1953. | 1961. | 1971. | 1981. | 1991. | 2001. |

## Poznate osobe
- Angelina Borić, hrvatska psihologinja, defektologinja i pedagoginja
- Filip Višnjić, srpski guslar

## Vanjske poveznice
- Položaj, vrijeme i udaljenosti naselja  Arhivirana inačica izvorne stranice od 1. listopada 2007. (Wayback Machine)